# Ljubomir Ćesić

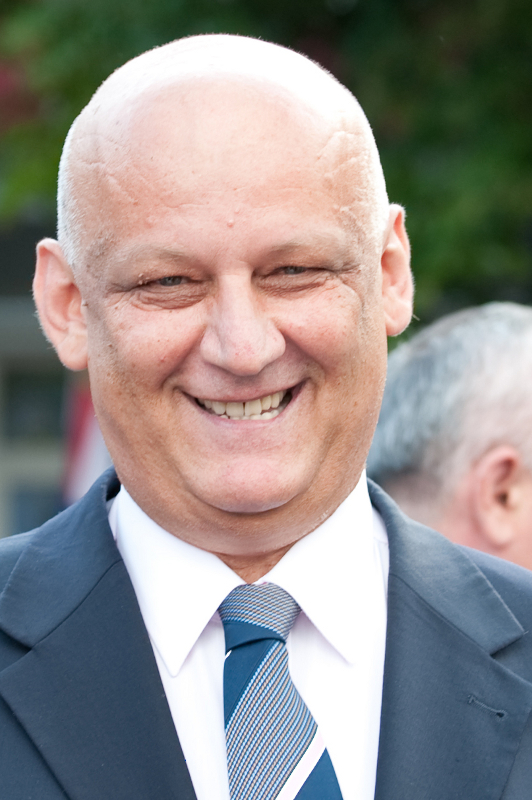
Ljubomir Ćesić (Rojs)

Ljubomir Ćesić (* 20. Februar 1958 in Batin, Posušje, Jugoslawien), genannt Rojs, ist ein General der Kroatischen Streitkräfte (HV) im Ruhestand und Politiker.

## Leben
Aufgewachsen in der Herzegowina als Sohn des Marinko Ćesić, arbeitete er seit 1984 als Busfahrer. Dabei befuhr er zumeist die überwiegend von Gastarbeitern genutzte Strecke von Süddeutschland nach Jugoslawien. Seinen Spitznamen Rojs erhielt er aufgrund seiner Faszination für Luxusfahrzeuge der Automarke Rolls-Royce.
Der kroatischen Öffentlichkeit wurde Ćesić bekannt, als er am 31. März 1991 kroatische Polizeikräfte beim bewaffneten Zwischenfall bei den Plitvicer Seen fuhr. Der von ihm gesteuerte Bus geriet in einen Hinterhalt, wurde beschossen und Ćesić konnte in dieser Situation durch sein ruhiges umsichtiges Verhalten, größere Verluste vermeiden. Diese erste Konfrontation zwischen serbischen und kroatischen Polizisten bzw. paramilitärischen Kräften gilt als Beginn des Kroatienkrieges. Danach begann seine militärische Karriere als Fahrer des kroatischen Verteidigungsministers Gojko Šušak (1945–1998), mit dem er dadurch auch freundschaftlich verbunden war. In den frühen 1990er-Jahren erhielt Ćesić das Kommando über das 66. Ingenieurbau-Regiment der kroatischen Streitkräfte. Die Einheit baute Bergstraßen an der Grenze zu Bosnien und Herzegowina bzw. der Republik Serbische Krajina, die es erlaubten, diese Gebiete während der Militäroperation Oluja 1995 zu umgehen. Für seine Leistungen wurde Ćesić in den Rang eines Generals erhoben. 
Nach dem Krieg begann er ein Studium an der Fakultät der Verkehrswissenschaften der Universität Zagreb. Sein Studium beendete er im Jahre 1998 im Alter von 40 Jahren in Rekordzeit.
Anschließend begann er, sich politisch in der Kroatischen Demokratische Union (HDZ) zu engagieren, wo er dem Rechts-Außen-Flügel zugerechnet wurde. Vom 2. Februar 2000 bis zum 22. Dezember 2003 war er Mitglied des kroatischen Parlaments (Sabor). 
Bei der Präsidentschaftswahl in Kroatien 2005 belegte er als unabhängiger Kandidat den sechsten Platz mit 1,85 Prozent der gültigen Stimmen, nachdem er sich von der HDZ losgesagt hatte.
Daneben ist er führendes Mitglied im Komitee der Kriegsveteranen, wobei er sich besonders für den vom Internationalen Strafgerichtshof für das ehemalige Jugoslawien gesuchten Ante Gotovina einsetzte. Am 29. Juni 2004 wurde er zusammen mit vier weiteren kroatischen Staatsbürgern auf die Liste der unerwünschten Personen in der EU gesetzt, weil er unter Verdacht steht, mutmaßlichen und unter Anklage stehenden Kriegsverbrechern Fluchthilfe zu leisten.

## Auszeichnungen (Auswahl)
- 1995: Orden des Ban Jelačić (Red bana Jelačića)
- 1997: Orden des Ante Starčević (Red Ante Starčevića)
- 1998: Fürst-Trpimir-Orden (Red kneza Trpimira s ogrlicom i Danicom)